# ケネディ・マッキニー
ケネディ・マッキニー（Kennedy McKinney、1966年1月10日 - ）は、アメリカ合衆国の男性プロボクサー。ミシシッピ州ヘルナンド出身。元IBF・WBO世界スーパーバンタム級王者。1988年ソウルオリンピックバンタム級金メダリスト。

## アマチュア時代
1985年アメリカアマチュア選手権にフライ級で出場。決勝でアーサー·ジョンソンに敗れ準優勝。
1986年アメリカアマチュア選手権にフライ級で出場。しかし決勝でまたしてもアーサー・ジョンソンに敗れ準優勝に終わった。
1987年アメリカアマチュア選手権にバンタム級で出場。準決勝で敗れるも3位決定戦で勝利を収めたため3位になった。
1988年ソウルオリンピックの代表選考会に出場し、ジュニア・ジョーンズを破るとそのまま優勝したためアメリカ代表に選出された。
1988年ソウルオリンピックにバンタム級で出場したマッキニーはバンタム級で出場。1回戦では初回ストップ勝ちで突破し、2回戦で失格勝ちで戦うことなく3回戦に進み3回戦は判定勝ち。準決勝では1回戦に続き初回ストップ勝ちで決勝に進み、決勝では判定勝ちを収め見事に金メダルを獲得した。
帰国後マッキニーはプロに転向すると発表。アマチュア時代の戦績は不明。

## プロ時代
プロに転向したマッキニーは1989年2月24日、ニュージャージー州アトランティックシティコンベンションセンターでデビュー戦を行い、2回TKO勝ちでデビュー戦を白星で飾った。
4連勝するが、1989年8月29日、デビット・サンチェスとの試合で2回偶然のバッティングで負傷したため規定のため負傷引き分けに終わり全勝が途切れた。
その後もコンスタントに勝利を重ねて経験を積んだ。
1992年2月9日、ニュージャージー州アトランティックシティハラーズ・カジノ・ホテルでUSBA全米スーパーバンタム級王者シュガー・ベイビー・ロハスと対戦し、12回3-0(120-107、119-108、118-109)の判定勝ちを収め完封で王座獲得に成功しIBFとWBCとWBAで世界ランカー入りを果たした。
1992年3月20日、ネバダ州ラスベガスのシーザーズ・パレスでWBO世界スーパーバンタム級ランカーパウル・バンケと対戦し2回にダウンを奪ってペースを握ると最後は6回終了と同時にダウンを奪いそのままレフェリーストップ。6回3分0秒TKO勝ちを収め初防衛に成功しWBOでもランカー入りを果たした。
1992年12月2日、イタリアサルデーニャ州トルトリで世界初挑戦。IBF世界スーパーバンタム級王者で32戦全勝のウェルカム・ニシタと対戦。試合前の下馬評は圧倒的にニシタ優位と伝えられた。開始から打撃戦になりニシタのペースで折り返した。10回終了時のスコアは0-3(95-96、94-96、94-97)最大3点差と1・2点差の僅差でニシタがやや優勢になった。勝つにはKOしか無くなったマッキニーは11回勝負と前に出て打ち合ったが真っ先にニシタの左フックを多用されてスタンディングダウンを奪われたが、場内のケネディコールの大合唱に応えるようにその後ニシタの右ロングフックの打ち終わりに右ショートフックでニシタから力を失ったようにダウンを奪った。ニシタに初めてのカウントアウトになり試合終了。11回2分48秒KO勝ちで無敗対決を大逆転で制し王座獲得に成功した。この試合は1992年度リングマガジン ノックアウト・オブ・ザ・イヤーに選ばれマッキニーは世界王座になったのと同時に大きな賞を受賞した。
1993年4月17日、カリフォルニア州サクラメントのアルコ・アリーナで26戦全勝のリチャード・デュランと対戦し、12回3-0(117-111、2者が116-112)の判定勝ちを収め初防衛に成功した。
1993年7月17日、テネシー州メンフィスのザ・ピラミッドでルーディ・ザヴァラと対戦し3回2分8秒TKO勝ちを収め2度目の防衛に成功した。
1993年10月16日、ヘスス・サルドと対戦し12回3-0(118-110、2者が119-109)の判定勝ちを収め3度目の防衛に成功した。
1994年2月19日、南アフリカハウテン州カルーセル・カジノでホセ・リンコーナーズと対戦し4回終了時のスコアは1-1(39-38、38-38、37-39)と三者三様だったが、5回にダウンを奪いカウントアウトで試合終了。5回2分40秒KO勝ちを収め4度目の防衛に成功した。
1994年4月16日、テキサス州コンベンションセンターでウェルカム・ニシタと2年ぶりのリマッチを行い、5回にダウンを奪われるも6回にマッキニーもニシタの左目をカットし試合も優位に進めて12回2-0(114-114、117-110、117-111)の判定勝ちを収め5度目の防衛に成功した。
1994年8月20日、南アフリカハウテン州カルーセル・カジノでブヤニ・ブングと対戦した。試合前の前評判はマッキニーの優位だったがブングのスピードに追い付けず手数で押し切られ12回3-0(2者が112-116、111-117)の判定負けを喫し6度目の防衛に失敗し王座から陥落した。この試合は1994年度リングマガジン アップセット・オブ・ザ・イヤーに選ばれた。
1995年8月26日、1年振りの復帰戦をイリノイ州シカゴビスマルク・ホテルで21戦全勝のWBU世界スーパーバンタム級王者ジョン・ロウリーと対戦し、8回1分10秒TKO勝ちで王座獲得に成功した。試合後のスコアは2-1(67-66、66-67、68-65)とわずかの差でマッキニーが優勢だった。
1996年2月3日、カリフォルニア州イングルウッドのグレート・ウェスタン・フォーラムで39戦全勝のWBO世界スーパーバンタム級王者マルコ・アントニオ・バレラと対戦。試合は8回に2度ダウンを奪われると9回にダウンを追加された。11回にはバレラからダウンを奪って反撃するも反撃は長く続かず12回に2度ダウンを奪われると、そのままレフェリーストップがかかり試合終了。12回2分5秒TKO負けを喫しIBFに続く王座獲得に失敗した。
1996年5月5日、USBA全米スーパーバンタム級王者ジョニー・レウスと対戦し12回判定勝ちで4年振りに王座返り咲きに成功した。
1997年4月5日、ブヤニ・ブングと3年振りにリマッチを南アフリカハウテン州カルーセル・カジノで行った。試合は前回と違い前半に攻め込んだがその後はブングの手数の多さでまたしても押し切られ12回1-2(113-115、113-117、115-113)の僅差判定負けを喫し3年振りの王座返り咲きに失敗した。
1997年5月6日、ヘクター・アセロ・サンチェスと対戦し12回判定勝ちを収めUSBA王座初防衛に成功した。
1997年12月19日、ニューヨークマディソン・スクエア・ガーデンでアマチュア時代のライバルでもあるWBO世界スーパーバンタム級王者ジュニア・ジョーンズと対戦し、3回にダウンを奪われジョーンズが優位に進め3回終了時のスコアは0-3(27-29、2者が26-30)とジョーンズが優勢だったが、4回にマッキニーがダウンを奪い返しそのままレフェリーストップ。4回2分41秒逆転TKO勝ちを収めIBFに続く王座獲得に成功した。
その後初防衛をせずに返上したマッキニーは1998年11月28日、インディオのファンタジー・スプリングスカジノで日本のリングでルイシト小泉のリングネームで活躍したWBC世界フェザー級王者ルイシト・エスピノサに挑戦し、2回47秒TKO負けを喫し2階級制覇に失敗した。
2003年4月4日のグレッグ・トーレスとの試合で6回0-3の判定負けを最後に現役を引退した。

## 獲得タイトル
- USBA全米スーパーバンタム級王座
- 第8代IBF世界スーパーバンタム級王座（防衛5度）
- WBU世界スーパーバンタム級王座
- 第9代WBO世界スーパーバンタム級王座(防衛0度=返上)

## 表彰
- 1992年度リングマガジン ノックアウト・オブ・ザ・イヤー(ウェルカム・ニシタ戦)